# Crotalaria chrysotricha
Crotalaria chrysotricha är en ärtväxtart som beskrevs av Roger Marcus Polhill. Crotalaria chrysotricha ingår i släktet sunnhampor, och familjen ärtväxter. Inga underarter finns listade i Catalogue of Life.